# ストラスブール - ローテルブール線
ストラスブール - ローテルブール線（フランス語: Ligne de Strasbourg a Lauterbourg）は、フランスの鉄道で、グランテスト地域圏のストラスブールとドイツのラインラント＝プファルツ州の国境線を結んでいる。この路線は1876年5月15日に開通されて、当時には完全にドイツ帝国の領内に所在した。1906年から1914年まで、この路線はヨーロッパの長距離輸送ネットワークの一部であった。この路線は貨物輸送の部門で、特に最近数十年間、アーグ岬からゴアレーベンまでの核廃棄物輸送（ドライキャスクの形態）の部門で重要な役割を果たしている。

## 歴史

### 普仏戦争前の歴史的背景
最初の鉄道建設はプファルツ地方の内にロテルブール方面の南北方向の鉄道建設が計画されたのの、国境問題のため失敗した。その後、南北鉄道連結の計画が進行されて、2つの選択肢が審議された。一つ目はノイシュタットからランダウ、ヴィサンブールを経てストラスブールに至る路線であった。二つ目はシュパイアー支線をゲルメルスハイムとローテルブールを経由してストラスブールまで延長する方案であった。フランスが躊躇し、前者の選択肢がライン川に沿う経路よりも密集な居住地域を通過したため、一番目の選択肢が有力であった。
1863年に、地域委員の会議がマクシミリアンザウ（1938年までプフォルツ）で開催されて、ゲルメルスハイム、ベルハイム、リュルツハイム、ラインツァーベルン、ヴェルトアムライン、プフォルツの代表者が集まった。また、アルザス側でローテルブール市長も会議に出席した。市長は、シュパイアー支線のローテルブールまで延長する計画を喜んで受け入れ、リールからティオンヴィル、サルグミーヌ、ローテルブール、マクサウ経由でカールスルーエまで伸びる幹線鉄道を建設するフランスの計画案を提出した。さらに、フランスの鉄道会社東部鉄道は、ストラスブールでの入札競争に興味を持っていた。

### ドイツ帝国鉄道の建設、開業および発展
時間の経過により、政治状況が変わった。普仏戦争の結果、フランスはアルザス・ロレーヌ地方を新生ドイツ帝国に譲渡せねばならなかった。南部プファルツ地域の鉄道路線の大部分を所有したプファルツ・マクシミリアン鉄道会社（Pfälzische Maximiliansbahn-Gesellschaft）は、アルザス・ロレーヌ地方に新たに設立された帝国鉄道管理局（Kaiserliche Generaldirektion der Eisenbahnen in Elsaß-Lothringen）と共にルトヴィヒスハーフェンからシファーシュタット、ゲルメルスハイム、ヴェルト、ローテルブールの経由でストラスブールに至る鉄道を建設することを合意した。当初、帝国議会は民間企業がアルザス区間の鉄道を建設および運営する方案について決議したが、軍事・戦略的な理由で帝国政府がその区間を直接引き受けた。
この路線は1876年7月25日にゲルメルスハイム - ローテルブール鉄道と同時に開業された。プファルツ地方の区間はマクシミリアン鉄道が担当することとなった。最初の数十年間、この路線は主に貨物輸送に使用された。
1906年にヴェルトとローテルブールの間の区間とシファーシュタットからの路線で複線工事が完了した。以前にはノイシュタット-ウィッセンブール鉄道を経由していたベルリン - ストラスブールへ間の急行列車は、シュパイアーとゲルマースハイムを経由した。所要時間はより短くなって、容量は充分であった。それ以来、この路線、マクシミリアン鉄道およびシファーシュタット以北区間は、マンハイムとバーゼルの間のバーデン本線と緊密な競争関係にあった。
第一次世界大戦の勃発により、長距離列車の通行は中止された。

### アルザス＝ロレーヌ鉄道
第一次世界大戦の結果として、アルザスがフランスに割譲された後、この路線は新たに設立されたアルザス＝ロレーヌ鉄道（Réseau ferroviaire d'Alsace-Lorraine）により引き受けられた。一方、プファルツの区間はドイツ国営鉄道の所属となった。
さらに、国営鉄道は、長距離列車路線をできる限りバイマル共和国の領域内に維持するように整理した。国営鉄道の方針のため、ストラスブール - ヴェルト区間の重要性が低くなった。その後、ドイツとフランスの関係が緩和されると、国際的な貨物輸送が再開された。

### フランス鉄道時代
1938年1月1日に、この路線は新たに設立されたフランス国鉄（SNCF）が引き受けた。第二次世界大戦の勃発により、旅客輸送は中止されたが、貨物列車は戦争中にも続いて運行された。
第二次世界大戦の終結後、この路線は地域鉄道に格下げされた。同時に、国境通行は厳しく制限されて、ドイツではベルグ（プファルツ）駅が列車の終着駅となった。1950年代にやっとプファルツから国境を越えてローテルブールに到着した列車が運行された。
1980年6月11日に主にフランス軍兵力の運送に使用された、ルートヴィヒスハーフェン - ストラスブール区間の急行列車（Eilzug）の運行は終了して、国際の旅客列車はそれ以来通行しない。しかし、この路線の広範囲な貨物輸送は続いた。たとえば、フランス製機関車の牽引で、毎日最大5組の貨物列車が運行されていた。この期間中の輸送ドライ樽へとから回線上の核再処理の施設ラ・ハーグとセラフィールドは時折、原子力反対派によって抗議に定期的に導かれ、関連事件が言論により注目された。

### ドイツ側の旅客輸送の再開（1999年以降）
ヴェルト - ローテルブール区間の旅客列車の運行は、2002年12月15日に定期時刻表変更の時に再開された。
この路線は、核廃棄物の輸送に定期的に使用されています。 2005年にいわゆる核再処理が禁止されて以来、使用済み燃料の輸送は行われなくなった。ただし、固化体（Glaskokillen）の形態で包装された高レベル放射性廃棄物（特にフランスのラ・アーグ再処理工場からドイツのゴアレーベン貯蔵ユニットまで運送される）は、引き続きこの路線の経由で運送される。2010年、ラ・アーグから核廃棄物を輸送してこの路線の運行に予定されて列車は、ベルク駅の近くの線路が数百人の原子力発電所反対者の座り込みによって封鎖されたため、当分間ストラスブールとケールを経由して迂回せねばならなかった。

## 沿線概況

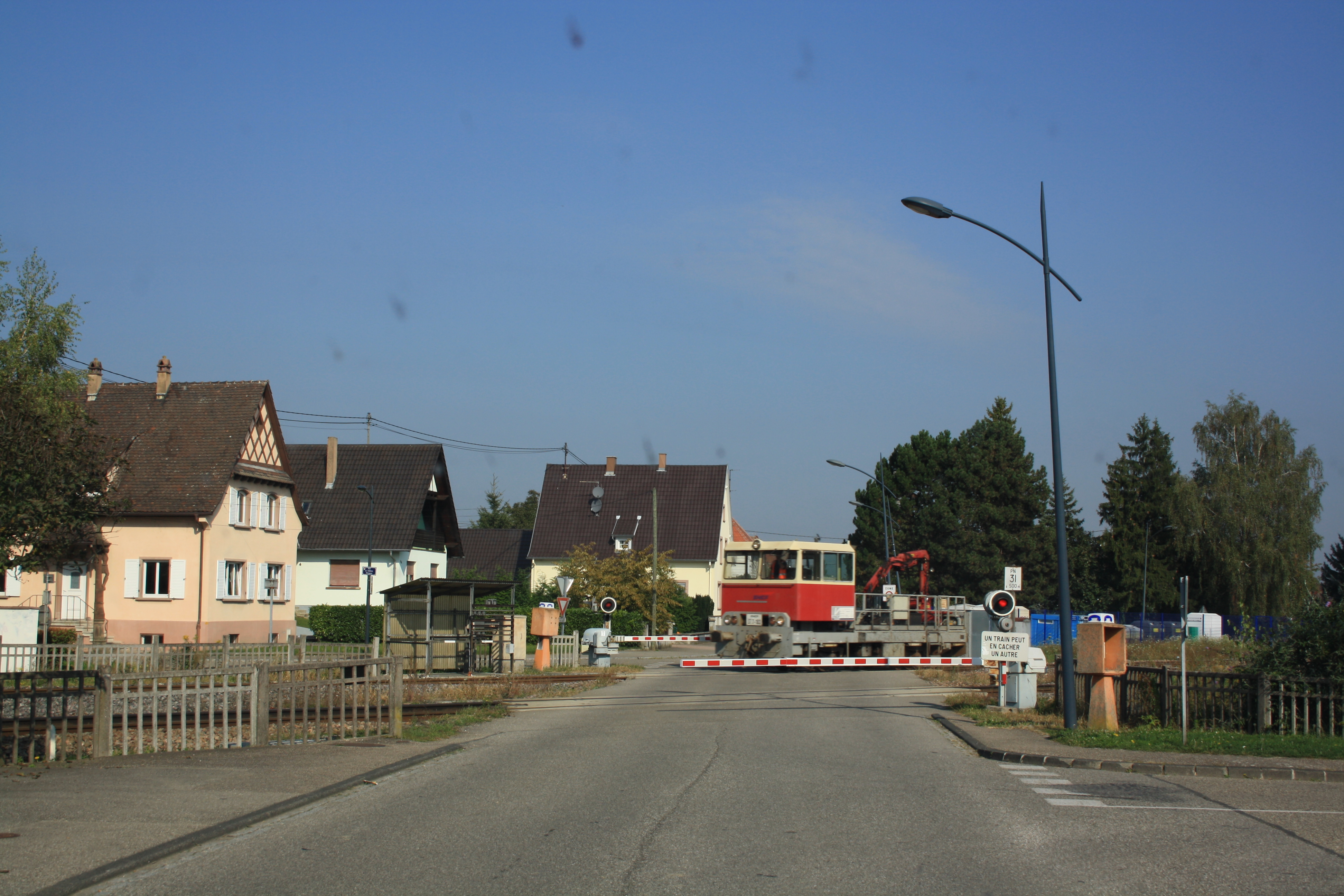
ヘルリスハイムの踏み切りを通過するSNCFのDU84型軌道自転車

この路線はアッペンヴァイアー方面、バーゼル方面、サンマリノ方面の鉄道路線が合流するストラスブール駅から始まる。列車はまずパリ - ストラスブール線から離れて、北東側へ走行しオーナイム、ラ・ヴァンツェノーへ向かう。ロェシュヴォーグ駅ではアグノからの軍事戦略鉄道が1895年以来この路線と合流していた。軍事戦略鉄道はロッペンハイム駅までこの路線と線路を共有して、東側に曲がってラシュタット方面に伸びた。列車はロッペンハイムからライン河と平行に北東側へ走行する。終点のロテルブール駅ではビーンヴァルト鉄道がこの路線を継承する。駅舎の入り口はアルザスロレーヌ帝国鉄道のプロイセン様式で装飾されている。ヴィサンブール方面の鉄道は1954年まで連結されていた。
 

## 運行形態

### 旅客運送
現在、この路線は主に地元の列車運行の部門で活用されている。ストラスブール都市圏区間の場合、TER列車は「アルザス」あるいは「ユーロパス」の1日乗車券で利用できる。
- 中距離列車（TER）: ストラスブール - オーナイム＝トラム - ラ・ヴァンツェノー - エルリサイム  - ゼッセナイム - ロェシュヴォーク - セルツ - ロテルブール

### 貨物運送
ロッペンハイムには、ロケット・フレールでんぷん工場方面の連結線がある。